# ヨハン・ヤコブ・バルマー
ヨハン・ヤコブ・バルマー（Johann Jakob Balmer、1825年5月1日-1898年3月12日）は、スイスの数学者・物理学者である。

## 人生と研究
彼はスイスのラウゼンで、裁判長のヨハン・ヤコブ・バルマーとエリザベス・ロール・バルマーの長子として生まれた。学生時代は数学に優れ、大学でも数学を専攻した。
彼はドイツのカールスルーエ工科大学とベルリン大学で学び、サイクロイドの研究で1849年にバーゼル大学より博士号を取得した。ヨハンはその後の人生のほとんどを、バーゼルで女子校の教師として過ごした。またバーゼル大学で授業を行うこともあった。1868年、彼は43歳の時にクリスティーン・ポーリン・リンクと結婚した。夫婦は6人の子供に恵まれた。
数学者としては大きな業績は残せなかったが、彼は1885年に発表した水素原子の線スペクトルを記述する実験式によって知られるようになった。アンデルス・オングストロームの測定法を用いて水素原子の線スペクトルを分析した結果、彼は線の波長は次の公式に従うことを発見した。
{\displaystyle \lambda ={\frac {hm^{2}}{m^{2}-n^{2}}}}
ここで、n = 2, h = 3.6456×10−7 m, m = 3, 4, 5, 6, ... である。1885年の発表時、彼は h を "fundamental number of hydrogen" と呼んだ。バルマーは次にこの公式を用いて m = 7 の場合を予測し、397 nm の波長の線は既にアンデルス・オングストロームが観察していたことを指摘された。バルマーの2人の同僚であるH. W. VogelとHugginsによって、バルマー系列の他の線の存在も確認された。
バルマーの公式は、後にヨハネス・リュードベリが発見したリュードベリの公式の特別な場合であることが明らかとなった。
{\displaystyle {\frac {1}{\lambda }}=R_{H}\left({\frac {1}{n_{1}^{2}}}-{\frac {1}{n_{2}^{2}}}\right)}
ここで RH はリュードベリ定数であり、nの値は必ず{\displaystyle n_{2}>n_{1}}という関係を満たすが、このうち{\displaystyle n_{1}=2}の場合がバルマーの公式である。
しかし、これらの式がなぜ成り立つのかは、ニールス・ボーアが1913年にボーアの原子模型を考え出すまで明らかにならなかった。
バルマーはそれを待つことはなく、バーゼルで死去した。

## その他
月に存在するクレーターの1つのバルマーは、彼の姓にちなんで命名されたものである。その直径は100 kmを超える。